# Cazouls-d'Hérault
Cazouls-d'Hérault là một xã thuộc tỉnh Hérault trong vùng Occitanie ở phía nam nước Pháp. Xã này nằm ở khu vực có độ cao từ 9-31 mét trên mực nước biển. Dân số thời điểm năm 1999 là 302 người.